# 2,6-Dimethylheptan-4-on
2,6-Dimethylheptan-4-on ist eine chemische Verbindung aus der Gruppe der Ketone.

## Gewinnung und Darstellung
2,6-Dimethylheptan-4-on kann durch Hydrierung von Phoron hergestellt werden, welches wiederum  durch die Säure-katalysierte Aldolkondensation aus Aceton hergestellt werden kann. Es ist auch ein Nebenprodukt bei der Herstellung von Methylisobutylketon.
Es kann auch durch die dehydrierende Kondensation von Isopropylalkohol dargestellt werden, wobei 4-Methyl-2-pentanon als Nebenprodukt entsteht. Durch die reduktive Kondensation von letzterem mit Aceton entsteht die Verbindung ebenfalls.

## Eigenschaften
2,6-Dimethylheptan-4-on ist eine wenig flüchtige, farblose Flüssigkeit mit pfefferminzartigem Geruch, die sehr schwer löslich in Wasser ist. Sie zersetzt sich beim Erhitzen, wobei reizende Dämpfe und Gase entstehen. Bei katalytischer Oxidation der Verbindung entsteht 2,6-Dimethyl-4-heptanol.

## Verwendung
2,6-Dimethylheptan-4-on wird hauptsächlich als Lösungsmittel (zum Beispiel für Lacke) verwendet.

## Sicherheitshinweise
Die Dämpfe von 2,6-Dimethylheptan-4-on können mit Luft ein explosionsfähiges Gemisch (Flammpunkt 49 °C, Zündtemperatur 345 °C) bilden.